# DSA-591
La DSA-591 es una carretera perteneciente a la Red Secundaria de la Diputación Provincial de Salamanca que une la DSA-576 con la localidad de Hinojosa de Duero.

## Recorrido
La carretera DSA-591 tiene su origen en Lumbrales en la intersección con la carretera DSA-576, al inicio del Puerto de la Molinera y termina en Hinojosa de Duero en la intersección con la carretera DSA-590 formando parte de la Red de carreteras de Salamanca.
| Lumbrales (Intersección con ) - Hinojosa de Duero (Intersección con ) | Lumbrales (Intersección con ) - Hinojosa de Duero (Intersección con ) | Lumbrales (Intersección con ) - Hinojosa de Duero (Intersección con ) | Lumbrales (Intersección con ) - Hinojosa de Duero (Intersección con ) | Lumbrales (Intersección con ) - Hinojosa de Duero (Intersección con ) | Lumbrales (Intersección con ) - Hinojosa de Duero (Intersección con ) | Lumbrales (Intersección con ) - Hinojosa de Duero (Intersección con ) | Lumbrales (Intersección con ) - Hinojosa de Duero (Intersección con ) | Lumbrales (Intersección con ) - Hinojosa de Duero (Intersección con ) | Lumbrales (Intersección con ) - Hinojosa de Duero (Intersección con ) | Lumbrales (Intersección con ) - Hinojosa de Duero (Intersección con ) |
| Esquema                                                               | PK                                                                    | Sentido Hinojosa de Duero (creciente)                                 | Sentido Hinojosa de Duero (creciente)                                 | Sentido Hinojosa de Duero (creciente)                                 | Sentido Hinojosa de Duero (creciente)                                 | Sentido Lumbrales (decreciente)                                       | Sentido Lumbrales (decreciente)                                       | Sentido Lumbrales (decreciente)                                       | Sentido Lumbrales (decreciente)                                       | Incidencias                                                           |
| Esquema                                                               | PK                                                                    | Velocidad                                                             | Elemento                                                              | Salida                                                                | Salida                                                                | Salida                                                                | Salida                                                                | Elemento                                                              | Velocidad                                                             | Incidencias                                                           |
| Esquema                                                               | PK                                                                    | Velocidad                                                             | Elemento                                                              | Dir.                                                                  | Nombre                                                                | Nombre                                                                | Dir.                                                                  | Elemento                                                              | Velocidad                                                             | Incidencias                                                           |
| --------------------------------------------------------------------- | --------------------------------------------------------------------- | --------------------------------------------------------------------- | --------------------------------------------------------------------- | --------------------------------------------------------------------- | --------------------------------------------------------------------- | --------------------------------------------------------------------- | --------------------------------------------------------------------- | --------------------------------------------------------------------- | --------------------------------------------------------------------- | --------------------------------------------------------------------- |
|                                                                       | 0,0                                                                   |                                                                       |                                                                       | Lumbrales                                                             | Lumbrales                                                             | Lumbrales                                                             |                                                                       |                                                                       |                                                                       |                                                                       |
| Puerto de la Molinera Saucelle Vilvestre                              | 0,0                                                                   |                                                                       |                                                                       |                                                                       |                                                                       |                                                                       |                                                                       |                                                                       |                                                                       |                                                                       |
|                                                                       | 3,8                                                                   |                                                                       |                                                                       | B.I.C. Línea Férrea La Fuente de San Esteban-La Fregeneda             | B.I.C. Línea Férrea La Fuente de San Esteban-La Fregeneda             | B.I.C. Línea Férrea La Fuente de San Esteban-La Fregeneda             | B.I.C. Línea Férrea La Fuente de San Esteban-La Fregeneda             |                                                                       |                                                                       |                                                                       |
|                                                                       | 4,9                                                                   |                                                                       |                                                                       | HINOJOSA DE DUERO                                                     | HINOJOSA DE DUERO                                                     | HINOJOSA DE DUERO                                                     | HINOJOSA DE DUERO                                                     |                                                                       |                                                                       |                                                                       |
|                                                                       | 5,930                                                                 |                                                                       |                                                                       |                                                                       | Salto de Saucelle Freixo de Espada à Cinta                            | Salto de Saucelle Freixo de Espada à Cinta                            | Salto de Saucelle Freixo de Espada à Cinta                            |                                                                       |                                                                       |                                                                       |
|                                                                       | 5,930                                                                 | La Fregeneda Vitigudino Estación de FF.CC. de Hinojosa de Duero       |                                                                       |                                                                       |                                                                       |                                                                       |                                                                       |                                                                       |                                                                       |                                                                       |